# Millstätter Handschrift

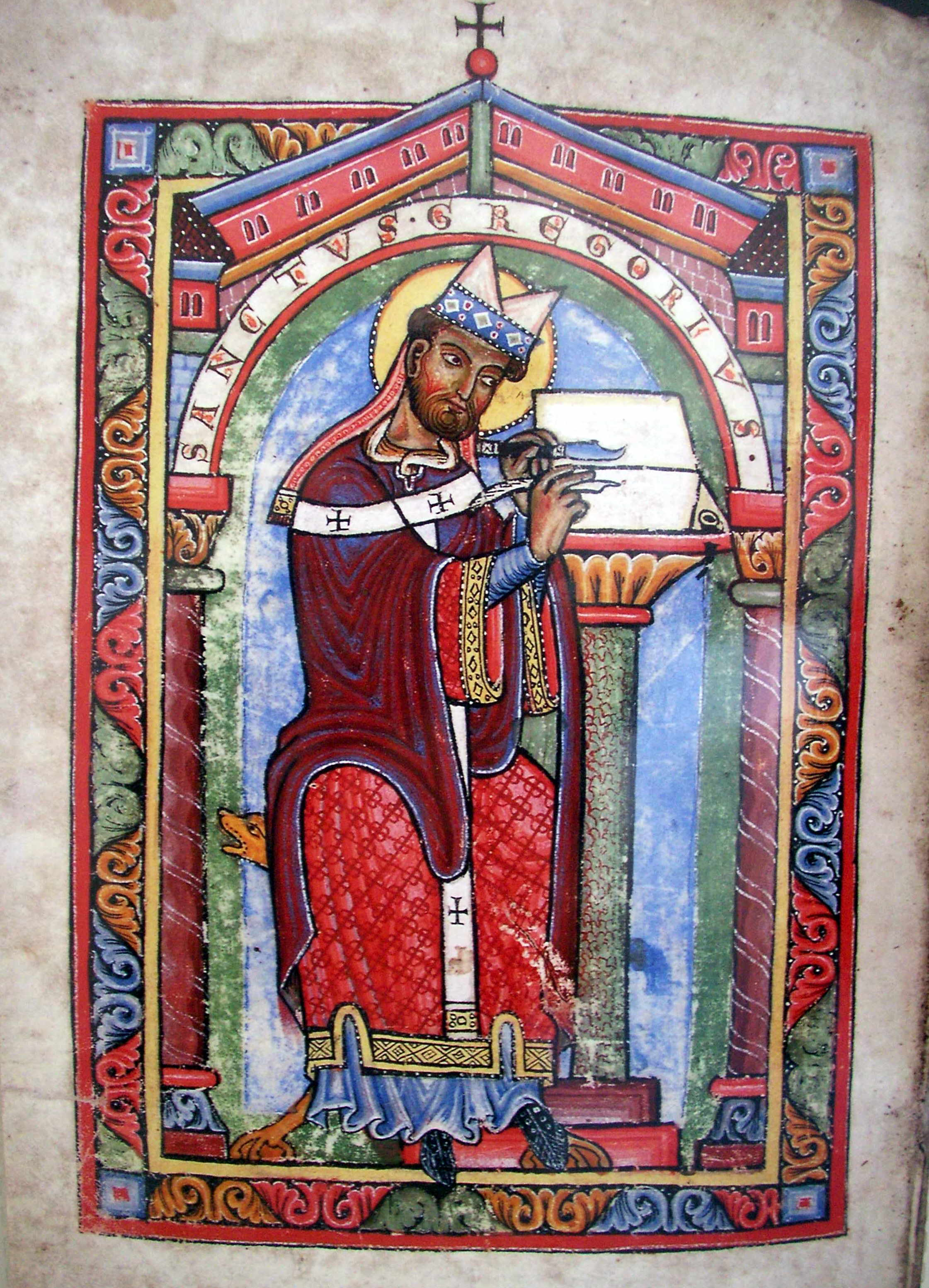
Pergamentseite mit farbiger Federzeichnung aus der „Genesis“ der Millstätter Handschrift

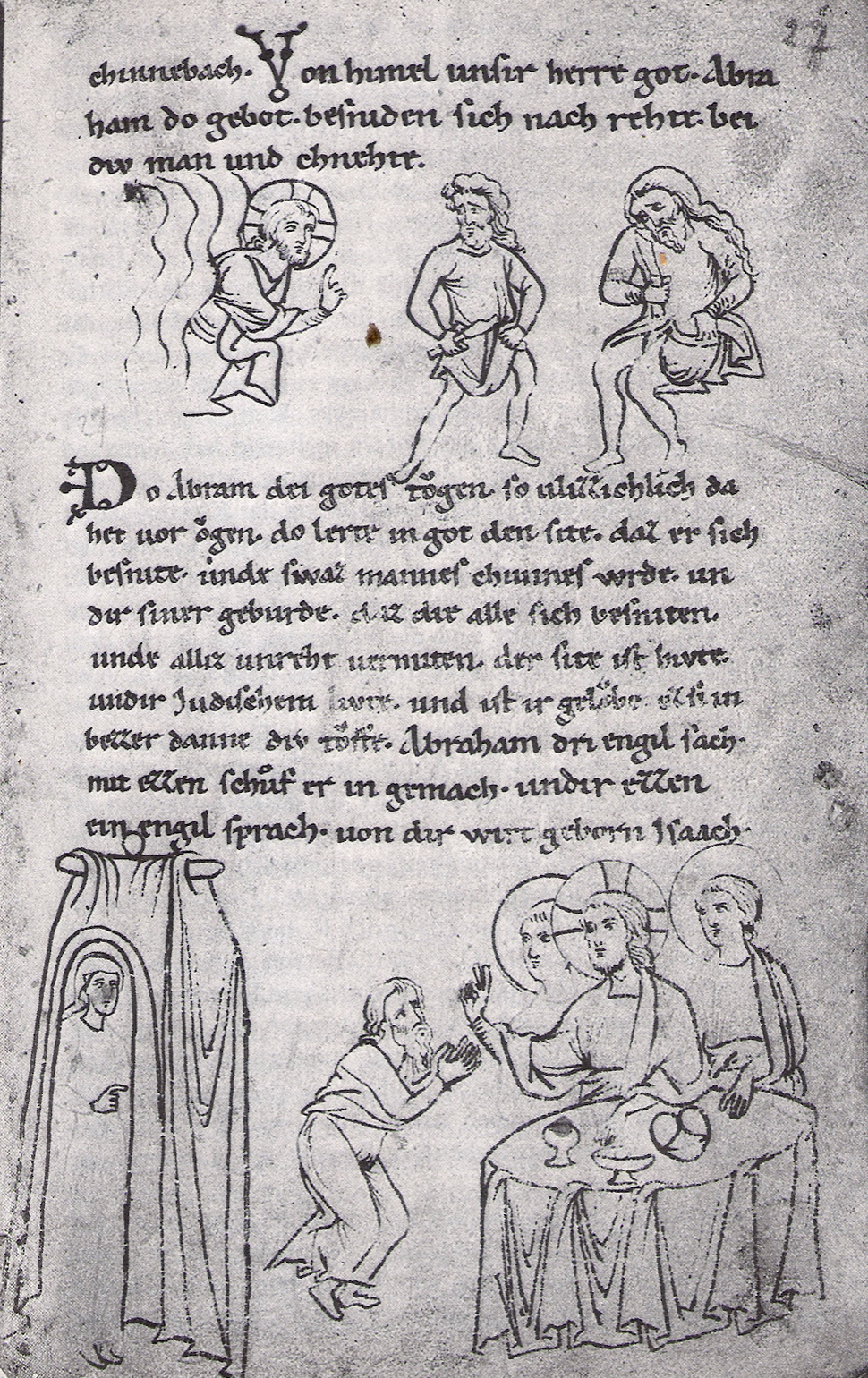
Blatt der Millstätter „Genesis“

Die Millstätter Handschrift ist eine illustrierte, in südbairischen Frühmittelhochdeutsch verfasste Handschrift. Die Entstehungszeit wird um das Jahr 1200 angenommen, Ursprungsort ist das südbairische Gebiet, insbesondere Kärnten. Namensgebend ist das Benediktinerstift Millstatt, wo der Codex aber wahrscheinlich nicht entstanden ist.
Die Millstätter Handschrift ist neben der Vorauer Handschrift und der Wiener Handschrift 2721 eine der bedeutendsten Sammelhandschriften der frühmittelhochdeutschen Literatur. Die Handschrift ging 1598 als Teil der Bestände des Benediktinerklosters Millstatt in den Besitz der Millstätter Societas Jesu über, wie ein Besitzeintrag des 17. Jahrhunderts dokumentiert. Nach der Aufhebung des Jesuitenordens 1773 gelangte der Codex 1845 in die Hände eines Privatmanns in Kärnten und wurde vom Verein für Geschichte und Landeskunde Kärntens in Klagenfurt angekauft. Sie ist bis heute im Besitz des Geschichtsvereins für Kärnten und wird im Kärntner Landesarchiv in Klagenfurt unter der Signatur Cod. GV 6/19 aufbewahrt.

## Inhalt
Von der Handschrift sind heute noch 167 Blatt erhalten; sie umfasst acht Reimgedichte in 6062 Versen. Den größten Umfang nehmen die ersten drei Teile der Sammelhandschrift ein:
- Millstätter Genesis (fol. 1–84): Eine gereimte freie Übertragung des 1. Buch Mose in die deutsche Sprache (Altdeutsche Genesis) ist der literaturgeschichtlich bedeutendste Text der Sammlung.
- Millstätter Physiologus (fol. 84v–101): Dieser mittelalterliche Physiologus ist ein Lehrbuch der Zoologie und beschreibt in Reimform die Eigenschaften von 29 Tieren und ist versetzt mit christlichen Allegorien.
- Millstätter Exodus (fol. 101v–135): Dieser Teil (Altdeutscher Exodus) behandelt die ersten 15 Kapitel des 2. Buch Mose, das Schicksal der Israeliten von der ägyptischen Sklaverei bis zum Untergang der Ägypter im Roten Meer.

„Genesis“ und „Physiologus“ sind mit insgesamt 119 kolorierten Federzeichnungen illustriert, die stilistisch dem Umkreis der Salzburger Malschule des 12. Jahrhunderts zugeordnet werden.
Den drei ersten Abschnitten folgen zwei Predigten: „Vom Recht“ (fol. 135v–142) stellt Treue, Gerechtigkeit und Wahrhaftigkeit als höchste Pflichten des Menschen dar und „Die Hochzeit“ (fol. 142–154v) verbindet das Thema Brautwerbung mit dem Motiv der Erlösung. Daran schließen sich die „(Millstätter) Sündenklage“ (fol. 154v–164v), ein Beichtgebet, sowie im „Paternoster“ (fol. 164v–167v) die Auslegung der sieben Bitten des Vaterunsers an. Auf dem letzten Blatt der Millstätter Handschrift stehen die Anfangsverse des Gedichts „Das himmlische Jerusalem“ (fol. 167v), einer Auslegung der himmlischen Stadt der Apokalypse.
Geschrieben wurden diese volkssprachlichen geistlichen Dichtungen für den Adel.